# Snookerweltmeisterschaft/Statistiken
Dieser Artikel listet Statistiken zur Snookerweltmeisterschaft auf.
Die meisten Statistiken beziehen sich auf die Weltmeisterschaften ab 1977, da die Regeln bezüglich Modus, Größe des Teilnehmerfelds und Dauer der Spiele seit dem Umzug ins Crucible Theatre in Sheffield vereinheitlicht und somit vergleichbar wurden. In vielen Kategorien (insbesondere Preisgeld oder erzielte Breaks) werden die Top-Platzierungen allerdings ohnehin nahezu ausschließlich von Spielern belegt, die ab dem besagten Zeitraum aktiv waren.
Für eine chronologisch sortierte Übersicht aller Finalpartien seit 1927 siehe Liste der Weltmeister im Snooker.

## Spieler-Statistiken
AnmerkungBei den Zeitraumangaben ab 1977 beziehen sich die in den Tabellen aufgeführten Werte nur auf die Hauptrunde im Crucible Theatre. Die Qualifikation wird nicht mit einbezogen.

### Erfolge

#### Anzahl WM-Titel
gilt für den Zeitraum 1927–2025
| Platz | Spieler           | Siege | Jahre                                                    |
| ----- | ----------------- | ----- | -------------------------------------------------------- |
| 1.    | Joe Davis         | 15    | 1927–1940, 1946                                          |
| 2.    | Fred Davis        | 8     | 1948, 1949, 1951, 1952–1956 (World Matchplay)            |
| 2.    | John Pulman       | 8     | 1957 (World Matchplay), 1964 (2×), 1965 (3×), 1966, 1968 |
| 4.    | Stephen Hendry    | 7     | 1990, 1992–1996, 1999                                    |
| 4.    | Ronnie O’Sullivan | 7     | 2001, 2004, 2008, 2012, 2013, 2020, 2022                 |
| 6.    | Ray Reardon       | 6     | 1970, 1973–1976, 1978                                    |
| 6.    | Steve Davis       | 6     | 1981, 1983, 1984, 1987–1989                              |
| 8.    | John Higgins      | 4     | 1998, 2007, 2009, 2011                                   |
| 8.    | Mark Selby        | 4     | 2014, 2016, 2017, 2021                                   |
| 10.   | John Spencer      | 3     | 1969, 1971, 1977                                         |
| 10.   | Mark Williams     | 3     | 2000, 2003, 2018                                         |
| 12.   | Walter Donaldson  | 2     | 1947, 1950                                               |
| 12.   | Alex Higgins      | 2     | 1972, 1982                                               |
| 14.   | Horace Lindrum    | 1     | 1952                                                     |
| 14.   | Terry Griffiths   | 1     | 1979                                                     |
| 14.   | Cliff Thorburn    | 1     | 1980                                                     |
| 14.   | Dennis Taylor     | 1     | 1985                                                     |
| 14.   | Joe Johnson       | 1     | 1986                                                     |
| 14.   | John Parrott      | 1     | 1991                                                     |
| 14.   | Ken Doherty       | 1     | 1997                                                     |
| 14.   | Peter Ebdon       | 1     | 2002                                                     |
| 14.   | Shaun Murphy      | 1     | 2005                                                     |
| 14.   | Graeme Dott       | 1     | 2006                                                     |
| 14.   | Neil Robertson    | 1     | 2010                                                     |
| 14.   | Stuart Bingham    | 1     | 2015                                                     |
| 14.   | Judd Trump        | 1     | 2019                                                     |
| 14.   | Luca Brecel       | 1     | 2023                                                     |
| 14.   | Kyren Wilson      | 1     | 2024                                                     |
| 14.   | Zhao Xintong      | 1     | 2025                                                     |

#### Erfolgreiche Ersttitelverteidigung
Spieler die ihren ersten WM-Titel bei der folgenden WM erfolgreich verteidigen konnten:
(gilt für den Zeitraum 1927–2025)
| Platz | Spieler     | erster Titelgewinn | Titelver- teidigung |
| ----- | ----------- | ------------------ | ------------------- |
| 1.    | Joe Davis   | 1927               | 1928                |
| 2.    | Fred Davis  | 1948               | 1949                |
| 3.    | John Pulman | 1957               | 1964                |

Siehe auch: „Fluch des Crucible“

#### Gewonnenes Preisgeld
gilt für den Zeitraum 1977–2025
| Platz | Spieler           | Gesamt      |
| ----- | ----------------- | ----------- |
| 1.    | Ronnie O’Sullivan | 3.261.700 £ |
| 2.    | John Higgins      | 2.388.800 £ |
| 3.    | Mark Selby        | 2.216.380 £ |
| 4.    | Stephen Hendry    | 1.942.478 £ |
| 5.    | Mark Williams     | 1.905.650 £ |
| 6.    | Judd Trump        | 1.339.100 £ |
| 7.    | Shaun Murphy      | 1.113.650 £ |
| 8.    | Kyren Wilson      | 1.097.500 £ |
| 9.    | Peter Ebdon       | 880.200 £   |
| 10.   | Steve Davis       | 836.480 £   |

#### Gespielte und gewonnene Matches
gilt für den Zeitraum 1977–2025
| Platz | Spieler           | Matches | Siege | Quote |
| ----- | ----------------- | ------- | ----- | ----- |
| 1.    | Ronnie O’Sullivan | 107     | 81    | 75,70 |
| 2.    | John Higgins      | 096     | 69    | 71,88 |
| 3.    | Stephen Hendry    | 090     | 70    | 77,78 |
| 4.    | Steve Davis       | 084     | 60    | 71,43 |
| 5.    | Jimmy White       | 075     | 50    | 66,67 |
| 6.    | Mark Williams     | 074     | 50    | 67,57 |
| 7.    | Mark Selby        | 060     | 43    | 71,67 |
| 8.    | John Parrott      | 056     | 34    | 60,71 |
| 8.    | Shaun Murphy      | 056     | 34    | 60,71 |
| 10.   | Peter Ebdon       | 052     | 29    | 55,77 |

#### Gespielte und gewonnene Frames
gilt für den Zeitraum 1977–2025
| Platz | Spieler           | Frames | Gewonnen | Quote |
| ----- | ----------------- | ------ | -------- | ----- |
| 1.    | Ronnie O’Sullivan | 2.193  | 1.291    | 58,87 |
| 2.    | John Higgins      | 2.029  | 1.121    | 55,25 |
| 3.    | Stephen Hendry    | 1.846  | 1.068    | 57,85 |
| 4.    | Steve Davis       | 1.680  | 0966     | 57,50 |
| 5.    | Jimmy White       | 1.558  | 0847     | 54,36 |
| 6.    | Mark Williams     | 1.528  | 0841     | 55,04 |
| 7.    | Mark Selby        | 1.305  | 0719     | 55,10 |
| 8.    | Shaun Murphy      | 1.144  | 0612     | 53,50 |
| 9.    | John Parrott      | 1.108  | 0592     | 53,43 |
| 10.   | Judd Trump        | 1.063  | 0583     | 54,84 |

#### Erzielte Punkte
gilt für den Zeitraum 1977–2025
| Platz | Spieler           | Punkte  |
| ----- | ----------------- | ------- |
| 1.    | Ronnie O’Sullivan | 130.502 |
| 2.    | John Higgins      | 114.109 |
| 3.    | Stephen Hendry    | 106.407 |
| 4.    | Steve Davis       | 096.348 |
| 5.    | Jimmy White       | 085.001 |
| 6.    | Mark Williams     | 083.908 |
| 7.    | Mark Selby        | 074.349 |
| 8.    | Shaun Murphy      | 062.198 |
| 9.    | John Parrott      | 058.658 |
| 10.   | Judd Trump        | 058.150 |

#### Anzahl Endrundenteilnahmen
gilt für den Zeitraum 1977–2025
| Platz | Spieler           | Teilnahmen (in Serie) |
| ----- | ----------------- | --------------------- |
| 1.    | Ronnie O’Sullivan | 33 (33)               |
| 2.    | John Higgins      | 31 (31)               |
| 3.    | Steve Davis       | 30 (22)               |
| 4.    | Stephen Hendry    | 27 (27)               |
| 4.    | Mark Williams     | 27 (17)               |
| 6.    | Jimmy White       | 25 (20)               |
| 7.    | Peter Ebdon       | 24 (23)               |
| 8.    | John Parrott      | 23 (21)               |
| 8.    | Shaun Murphy      | 23 (21)               |
| 10.   | Alan McManus      | 21 (16)               |
| 10.   | Allister Carter   | 21 (17)               |
| 10.   | Mark Selby        | 21 (21)               |

#### Höchste Siege
gilt für den Zeitraum 1977–2025
| Platz | Spieler           | Ergebnis | Gegner          | Partie             |
| ----- | ----------------- | -------- | --------------- | ------------------ |
| 1.    | Steve Davis       | 18 : 03  | John Parrott    | Finale 1989        |
| 2.    | Ronnie O’Sullivan | 17 : 04  | Stephen Hendry  | Halbfinale 2004    |
| 3.    | Stephen Hendry    | 16 : 04  | Terry Griffiths | Halbfinale 1992    |
| 4.    | Steve Davis       | 13 : 01  | Mike Hallett    | Achtelfinale 1988  |
| 4.    | Neal Foulds       | 13 : 01  | Doug Mountjoy   | Achtelfinale 1988  |
| 4.    | John Parrott      | 13 : 01  | Tony Knowles    | Achtelfinale 1992  |
| 4.    | Dominic Dale      | 13 : 01  | David Gray      | Achtelfinale 2000  |
| 4.    | John Higgins      | 13 : 01  | Jack Lisowski   | Achtelfinale 2018  |
| 9.    | Kirk Stevens      | 13 : 02  | Ray Reardon     | Viertelfinale 1984 |
| 9.    | Mark Williams     | 13 : 02  | Quinten Hann    | Achtelfinale 2003  |
| 9.    | Stephen Maguire   | 13 : 02  | Stephen Hendry  | Viertelfinale 2012 |
| 9.    | Ronnie O’Sullivan | 13 : 02  | Hossein Vafaei  | Achtelfinale 2023  |
| 9.    | John Higgins      | 13 : 02  | Kyren Wilson    | Achtelfinale 2023  |

### Breaks

#### Erzielte Maximum-Breaks
gilt für den Zeitraum 1977–2025
| Platz | Spieler           | Anzahl Maximums | Jahr(e)          |
| ----- | ----------------- | --------------- | ---------------- |
| 1.    | Stephen Hendry    | 3               | 1995, 2009, 2012 |
| 1.    | Ronnie O’Sullivan | 3               | 1997, 2003, 2008 |
| 3.    | Cliff Thorburn    | 1               | 1983             |
| 3.    | Jimmy White       | 1               | 1992             |
| 3.    | Mark Williams     | 1               | 2005             |
| 3.    | Ali Carter        | 1               | 2008             |
| 3.    | John Higgins      | 1               | 2020             |
| 3.    | Neil Robertson    | 1               | 2022             |
| 3.    | Kyren Wilson      | 1               | 2023             |
| 3.    | Mark Selby        | 1               | 2023             |
| 3.    | Mark Allen        | 1               | 2025             |

#### Erzielte Century-Breaks
gilt für den Zeitraum 1977–2025
| Platz | Spieler           | Anz. gesamt |
| ----- | ----------------- | ----------- |
| 1.    | Ronnie O’Sullivan | 214         |
| 2.    | John Higgins      | 178         |
| 3.    | Stephen Hendry    | 127         |
| 4.    | Mark Selby        | 109         |
| 5.    | Shaun Murphy      | 093         |
| 6.    | Judd Trump        | 091         |
| 7.    | Neil Robertson    | 087         |
| 7.    | Mark Williams     | 087         |
| 9.    | Ding Junhui       | 079         |
| 10.   | Mark Allen        | 060         |

#### Erzielte Century-Breaks innerhalb einer WM
gilt für den Zeitraum 1977–2025
| Platz | Spieler           | Anzahl | Jahr |
| ----- | ----------------- | ------ | ---- |
| 1.    | Stephen Hendry    | 16     | 2002 |
| 1.    | Mark Williams     | 16     | 2022 |
| 3.    | Ding Junhui       | 15     | 2016 |
| 3.    | Ronnie O’Sullivan | 15     | 2022 |
| 5.    | John Higgins      | 14     | 1998 |
| 5.    | Judd Trump        | 14     | 2019 |
| 5.    | Judd Trump        | 14     | 2025 |
| 8.    | Ronnie O’Sullivan | 13     | 2004 |
| 8.    | Ronnie O’Sullivan | 13     | 2013 |
| 8.    | Ronnie O’Sullivan | 13     | 2014 |
| 8.    | Shaun Murphy      | 13     | 2015 |
| 8.    | Ding Junhui       | 13     | 2017 |
| 8.    | Stuart Bingham    | 13     | 2021 |

### Altersrekorde

#### Jüngste Teilnehmer
Alle folgenden Daten sind für den ersten Spieltag des entsprechenden Jahres angegeben. Gilt für den Zeitraum 1977–2025
| Platz | Spieler           | Alter              | Jahr |
| ----- | ----------------- | ------------------ | ---- |
| 1.    | Luca Brecel       | 17 Jahre, 45 Tage  | 2012 |
| 2.    | Yan Bingtao       | 17 Jahre, 59 Tage  | 2017 |
| 3.    | Stephen Hendry    | 17 Jahre, 99 Tage  | 1986 |
| 4.    | Ronnie O’Sullivan | 17 Jahre, 134 Tage | 1993 |
| 5.    | Judd Trump        | 17 Jahre, 245 Tage | 2007 |

#### Älteste Teilnehmer
Alle folgenden Daten sind für den letzten Spieltag des entsprechenden Jahres angegeben. Gilt für den Zeitraum 1977–2025
| Platz | Spieler        | Alter              | Jahr |
| ----- | -------------- | ------------------ | ---- |
| 1.    | Fred Davis     | 70 Jahre, 253 Tage | 1984 |
| 2.    | Eddie Charlton | 62 Jahre, 170 Tage | 1992 |
| 3.    | John Pulman    | 56 Jahre, 133 Tage | 1980 |
| 4.    | Cliff Wilson   | 55 Jahre, 340 Tage | 1990 |
| 5.    | John Dunning   | 55 Jahre, 16 Tage  | 1982 |

#### Jüngste Weltmeister
Alle folgenden Daten sind für den ersten Finaltag des entsprechenden Jahres angegeben. Gilt für den Zeitraum 1977–2025
| Platz | Spieler        | Alter              | Jahr |
| ----- | -------------- | ------------------ | ---- |
| 1.    | Stephen Hendry | 21 Jahre, 106 Tage | 1990 |
| 2.    | Shaun Murphy   | 22 Jahre, 265 Tage | 2005 |
| 3.    | John Higgins   | 22 Jahre, 351 Tage | 1998 |
| 4.    | Steve Davis    | 23 Jahre, 241 Tage | 1981 |
| 5.    | Mark Williams  | 25 Jahre, 41 Tage  | 2000 |

#### Älteste Weltmeister
Alle folgenden Daten sind für den letzten Finaltag des entsprechenden Jahres angegeben. gilt für den Zeitraum 1977–2025
| Platz | Spieler           | Alter              | Jahr |
| ----- | ----------------- | ------------------ | ---- |
| 1.    | Ronnie O’Sullivan | 46 Jahre, 148 Tage | 2022 |
| 2.    | Ray Reardon       | 45 Jahre, 203 Tage | 1978 |
| 3.    | Ronnie O’Sullivan | 44 Jahre, 255 Tage | 2020 |
| 4.    | Mark Williams     | 43 Jahre, 47 Tage  | 2018 |
| 5.    | John Spencer      | 41 Jahre, 224 Tage | 1977 |
| 6.    | Stuart Bingham    | 38 Jahre, 348 Tage | 2015 |
| 7.    | Mark Selby        | 37 Jahre, 318 Tage | 2021 |
| 8.    | Ronnie O’Sullivan | 37 Jahre, 153 Tage | 2013 |
| 9.    | Dennis Taylor     | 36 Jahre, 99 Tage  | 1985 |
| 10.   | John Higgins      | 35 Jahre, 349 Tage | 2011 |

## Schiedsrichter-Statistiken

### Finalschiedsrichter
gilt für den Zeitraum 1977–2025
| Platz | Schiedsrichter        | Anzahl WM-Finals | Jahr(e)                                              |
| ----- | --------------------- | ---------------- | ---------------------------------------------------- |
| 1.    | John Williams         | 09               | 1978, 1979, 1981, 1985, 1988, 1991, 1994, 1996, 2002 |
| 2.    | Jan Verhaas           | 6                | 2003, 2006, 2008, 2011, 2013, 2017                   |
| 3.    | John Street           | 5                | 1980, 1986, 1989, 1992, 1995                         |
| 4.    | Len Ganley            | 4                | 1983, 1987, 1990, 1993                               |
| 4.    | Eirian Williams       | 4                | 2001, 2005, 2007, 2010                               |
| 4.    | Paul Collier          | 4                | 2004, 2016, 2021, 2024                               |
| 7.    | Brendan Moore         | 3                | 2014, 2018, 2023                                     |
| 8.    | John Smyth            | 2                | 1977, 1982                                           |
| 8.    | Michaela Tabb         | 2                | 2009, 2012                                           |
| 8.    | Olivier Marteel       | 2                | 2015, 2022                                           |
| 11.   | Jim Thorpe            | 1                | 1984                                                 |
| 11.   | Alan Chamberlain      | 1                | 1997                                                 |
| 11.   | Lawrie Annandale      | 1                | 1998                                                 |
| 11.   | Colin Brinded         | 1                | 1999                                                 |
| 11.   | John Newton           | 1                | 2000                                                 |
| 11.   | Leo Scullion          | 1                | 2019                                                 |
| 11.   | Marcel Eckardt        | 1                | 2020                                                 |
| 11.   | Dessislawa Boschilowa | 1                | 2025                                                 |

## Nationen-Statistiken

### Anzahl WM-Titel
gilt für den Zeitraum 1977–2025
| Platz | Land                | Gesamtzahl WM-Titel | Anzahl vers. Spieler |
| ----- | ------------------- | ------------------- | -------------------- |
| 1.    | England             | 24                  | 11                   |
| 2.    | Schottland          | 12                  | 3                    |
| 3.    | Wales               | 5                   | 3                    |
| 4.    | Nordirland          | 2                   | 2                    |
| 5.    | Australien          | 1                   | 1                    |
| 5.    | Belgien             | 1                   | 1                    |
| 5.    | Volksrepublik China | 1                   | 1                    |
| 5.    | Kanada              | 1                   | 1                    |
| 5.    | Irland              | 1                   | 1                    |

### Teilnehmer
gilt für den Zeitraum 1977–2025
| Platz | Land                | vers. Teilnehmer | größter Erfolg |
| ----- | ------------------- | ---------------- | -------------- |
| 1.    | England             | 118              | Sieg           |
| 2.    | Wales               | 23               | Sieg           |
| 3.    | Schottland          | 20               | Sieg           |
| 4.    | Volksrepublik China | 18               | Sieg           |
| 5.    | Kanada              | 10               | Sieg           |
| 5.    | Irland              | 10               | Sieg           |
| 7.    | Nordirland          | 9                | Sieg           |
| 8.    | Australien          | 5                | Sieg           |
| 9.    | Thailand            | 5                | Halbfinale     |
| 10.   | / Südafrika         | 3                | Finale         |
| 11.   | Malta               | 2                | Viertelfinale  |
| 12.   | Belgien             | 1                | Sieg           |
| 13.   | Hongkong            | 1                | Halbfinale     |
| 14.   | Neuseeland          | 1                | Viertelfinale  |
| 14.   | Norwegen            | 1                | Viertelfinale  |
| 16.   | Iran                | 1                | Achtelfinale   |
| 17.   | Finnland            | 1                | 1. Runde       |
| 17.   | Island              | 1                | 1. Runde       |
| 17.   | Zypern              | 1                | 1. Runde       |
| 17.   | Schweiz             | 1                | 1. Runde       |